# 標準摩洛哥柏柏爾語
標準摩洛哥柏柏語是一個正在進行的計畫，旨在創造出柏柏語在摩洛哥的標準化語言變體。它是根據2011年《摩洛哥憲法》修正案第5條設立的。

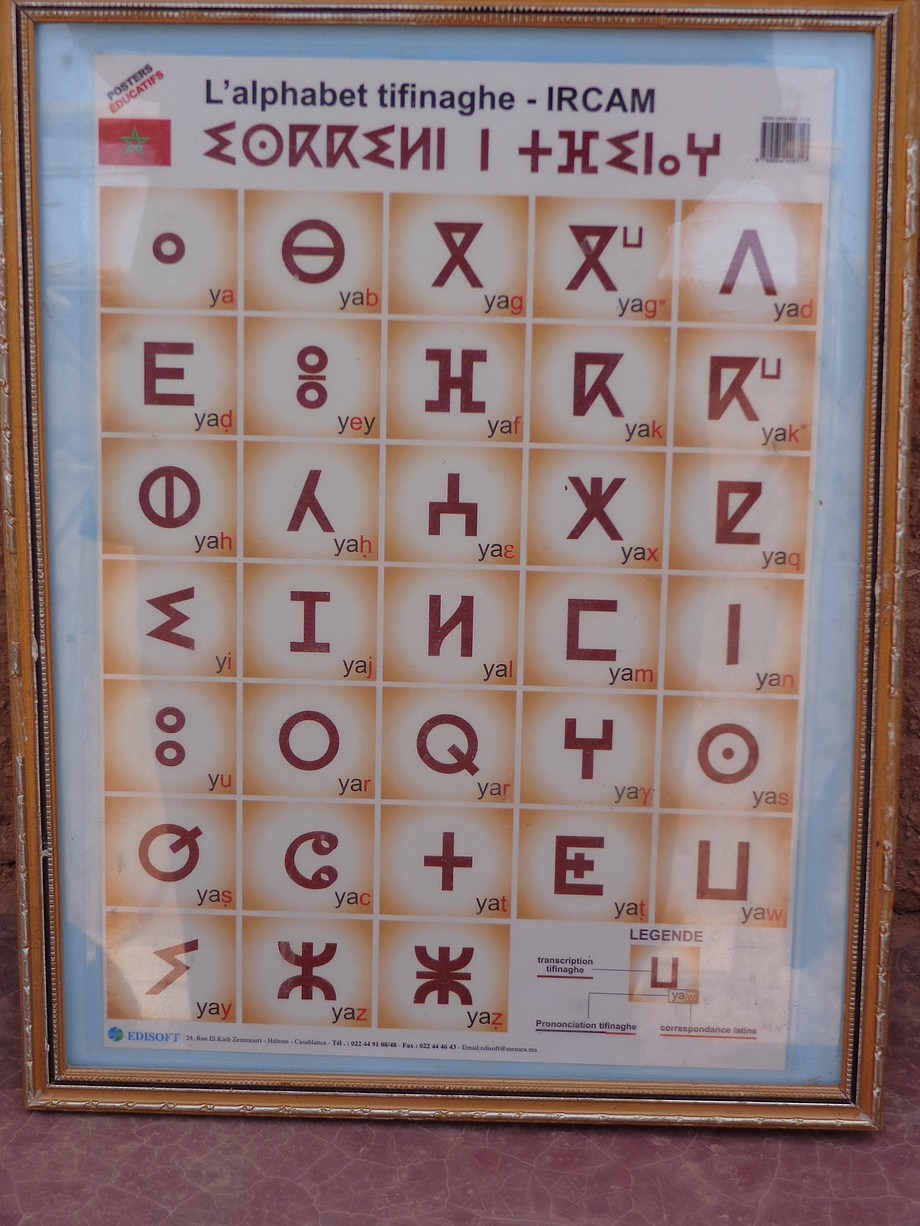
新提非納文字字母表，由皇家阿馬茲格文化學院發行。

標準摩洛哥柏柏語由三種摩洛哥柏柏語（施卢赫语、中央阿特拉斯柏柏語和里夫语）揉合而成，其中又以施盧赫語為主。此標準變體的建立使得其他摩洛哥境內的柏柏爾語都變得「不符標準」；而沒有人天生就能說標準的柏柏語，必須要在學校裡學習。同時，一種被稱為「新提非納文字」的書寫系統也被創造出來。這種文字基於傳統的提非納字母，但增加了元音字母和額外的輔音字母。